# Zastava Bolivije
Zastava Bolivije usvojena je 1851.
Trobojka je crvene, žute i zelene boje s grbom u sredini.
Crvena predstavlja životinje Bolivije i njenu oslobodilačku vojsku, žuta plodnost, a zelena nalazišta minerala.